# Guarani de Goiás
Guarani de Goiás este un oraș în Goiás (GO), Brazilia.